# Championnat d'Ouzbékistan de football 2005
Navigation
Saison précédente Saison suivante
La saison 2005 du Championnat d'Ouzbékistan de football est la quatorzième édition de la première division en Ouzbékistan, organisée sous forme de poule unique, l'Oliy Liga, où toutes les équipes se rencontrent deux fois au cours de la saison. En fin de saison, les deux derniers du classement disputent un barrage de promotion-relégation face aux 3e et 4e de Birinchi Liga, la deuxième division ouzbék tandis que les deux premiers sont directement promus.
C'est le Pakhtakor Tachkent, triple tenant du titre, qui remporte à nouveau le championnat cette saison après avoir terminé en tête du classement final, avec six points d'avance sur le Mash'al Mubarek et quatorze sur le Nasaf Qarshi. C'est le 6e titre de champion d'Ouzbékistan de l'histoire du club, qui réussit encore le doublé en s'imposant en finale de la Coupe d'Ouzbékistan, face au Neftchi Ferghana.
Avant le démarrage de la saison, le club de Surxon Termiz ne prend pas part au championnat pour une raison indéterminée; sa place est donnée au dernier club relégué la saison précédente, le FK Samarqand-Dinamo.

## Clubs participants
- Pakhtakor Tachkent
- Neftchi Ferghana
- Sogdiana Jizzakh
- FK Bukhara
- Navbahor Namangan
- Lokomotiv Tachkent
- FK Shurtan Guzar - Promu de Birinchi Liga
- FK Kyzylkum Zarafshan
- Traktor Tachkent
- Topolon Sariosiyo - Promu de Birinchi Liga
- FK Samarqand-Dinamo
- Nasaf Qarshi
- Metallurg Bekabad
- Mash'al Mubarek

## Compétition
Le barème de points servant à établir le classement se décompose ainsi :
- Victoire : 3 points
- Match nul : 1 point
- Défaite : 0 point

### Classement
| Rang | Équipe                  | Pts | J  | G  | N | P  | Bp | Bc | Diff |
| ---- | ----------------------- | --- | -- | -- | - | -- | -- | -- | ---- |
| 1    | Pakhtakor Tachkent T'C' | 65  | 26 | 21 | 2 | 3  | 78 | 15 | +63  |
| 2    | Mash'al Mubarek         | 59  | 26 | 19 | 2 | 5  | 54 | 24 | +30  |
| 3    | Nasaf Qarshi            | 51  | 26 | 16 | 3 | 7  | 50 | 31 | +19  |
| 4    | Traktor Tachkent        | 41  | 26 | 13 | 2 | 11 | 48 | 43 | +5   |
| 5    | Neftchi Ferghana        | 40  | 26 | 13 | 1 | 12 | 40 | 28 | +12  |
| 6    | Navbahor Namangan       | 39  | 26 | 12 | 3 | 11 | 31 | 31 | 0    |
| 7    | FK Kyzylkum Zarafshan   | 37  | 26 | 11 | 4 | 11 | 33 | 32 | +1   |
| 8    | FK Samarqand-Dinamo     | 36  | 26 | 11 | 3 | 12 | 28 | 32 | -4   |
| 9    | Topalang Sariosiyo P    | 35  | 26 | 11 | 2 | 13 | 33 | 45 | -12  |
| 10   | Lokomotiv Tachkent      | 30  | 26 | 9  | 3 | 14 | 39 | 46 | -7   |
| 11   | Metallurg Bekabad       | 29  | 26 | 9  | 2 | 15 | 32 | 47 | -15  |
| 12   | FK Boukhara             | 29  | 26 | 9  | 2 | 15 | 37 | 59 | -22  |
| 13   | FK Shurtan Guzar P      | 19  | 26 | 6  | 1 | 19 | 23 | 56 | -33  |
| 14   | Sogdiana Jizzakh        | 19  | 26 | 5  | 4 | 17 | 16 | 53 | -37  |

|  | Qualification pour la Ligue des champions 2006                                      |
|  | Participation au barrage de promotion-relégation                                    |
|  | T: Tenant du titre C: Vainqueur de la Coupe d'Ouzbékistan P: Promu de Birinchi Liga |

### Matchs

#### Barrage de promotion-relégation
| Rang | Équipe             | Pts | J | G | N | P | Bp | Bc | Diff |  | Résultats (▼ dom., ► ext.) | Sho | Sog | Vob | Osi |
| ---- | ------------------ | --- | - | - | - | - | -- | -- | ---- |  | -------------------------- | --- | --- | --- | --- |
| 1    | FK Shurtan Guzar   | 9   | 3 | 3 | 0 | 0 | 14 | 3  | +11  |  | FK Shurtan Guzar           |     | 4-1 | 5-1 | 5-1 |
| 2    | Sogdiana Jizzakh   | 6   | 3 | 2 | 0 | 1 | 7  | 5  | +2   |  | Sogdiana Jizzakh           |     |     | 4-1 | 2-0 |
| 3    | FJ Vobkent         | 3   | 3 | 1 | 0 | 2 | 5  | 9  | -4   |  | FJ Vobkent                 |     |     |     | 3-0 |
| 4    | NBU Osiyo Tachkent | 0   | 3 | 0 | 0 | 3 | 1  | 10 | -9   |  | NBU Osiyo Tachkent         |     |     |     |     |

## Bilan de la saison
| Championnat d'Ouzbékistan de football 2005 |                               |
| Champion                                   | Pakhtakor Tachkent (6e titre) |
| Coupes et trophées                         |                               |
| Vainqueur de la Coupe d'Ouzbékistan 2005   | Pakhtakor Tachkent            |
| Qualifications continentales               |                               |
| Ligue des champions 2006                   | Pakhtakor Tachkent            |
| Ligue des champions 2006                   | Mash'al Mubarek               |
| Promotions et relégations                  |                               |
| Promus en Oliy Liga                        | PFK Andijan                   |
| Promus en Oliy Liga                        | FK Xorazm Urganch             |
| Relégués en Birinchi Liga                  | Aucun                         |